# 吴尹墓
吴尹墓，位于中国广东省汕头市潮南区胪岗镇胪岗村，现为潮南区文物保护单位，类型为古墓葬，公布时间为1992年4月7日。
吴尹墓的历史年代为唐代。